# Golondrina (embarcación)

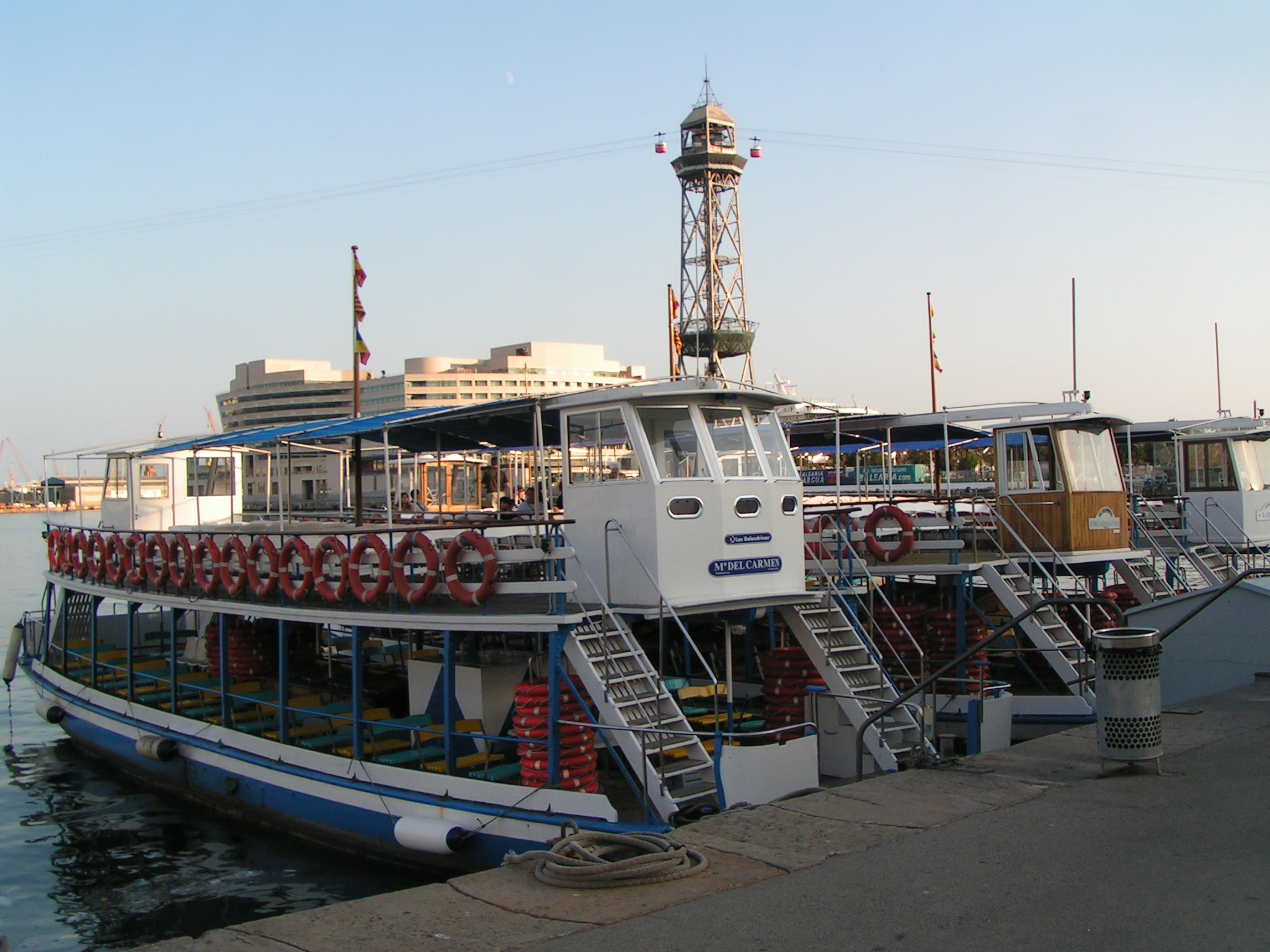
Las Golondrinas del puerto de Barcelona.

La Golondrina es un tipo de embarcación turística impulsada a motor. Puede tener una o dos cubiertas y, a veces, ventanas debajo el agua para explorar el mundo submarino. Por lo general, hacen cruceros de corto recorrido alrededor del puerto donde tienen su base (de ahí su nombre, como el ave cubana). La empresa que dio nombre por primera vez a este tipo de embarcaciones, Las Golondrinas, tiene su base en el Moll de les Drassanes, junto a la plaza Portal de la Paz, al final de Las Ramblas, delante el monumento a Colón. Hacen recorridos a lo largo de la costa de la ciudad, desde donde se ve el horizonte de Barcelona desde el mar; y el paseo con el barco clásico por el puerto.
Actualmente se puedenn encontrar Golondrinas en muchos puertos turísticos del Mediterraneo ofreciendo excursiones marítimas por el entorno.

Golondrinas en el puerto de Denia.

## Las Golondrinas de Barcelona
Las Golondrinas han sido testigo de la evolución de la línea de costa y del medio ambiente de Barcelona. En 1992, durante los Juegos Olímpicos, la ciudad comenzó a crecer en forma de proyectos urbanos para expandir y aumentar el estilo de vida de una manera atractiva y también sostenible. Desde Las Golondrinas se puede certificar la calidad de todo el entorno costero y el gran puerto de Barcelona, con un viaje agradable en el que se aprecia también en el horizonte los aspectos más atractivos de la ciudad. 
Las Golondrinas es una empresa experta en patrimonio marítimo, dedicada desde 1888 al transporte de pasajeros y al 
turismo marítimo en el Puerto de Barcelona. Con dos rutas diferentes, Barcelona Mar 1h 30' y Puerto de Barcelona 40’, y también visitas guiadas: Puerto a la Vista 60' y Mar a la Vista 1h30'. Proporciona la oportunidad para aquellos que quieran disfrutar de las hermosas y únicas vistas de Barcelona desde una perspectiva muy diferente que es el Mediterráneo. Esta actividad marítima está dirigida a cualquier persona que quiera acercarse a la naturaleza y la cultura del mar que dominan la ciudad de Barcelona.  
Puerto la Vista 60' es un viaje con guía por el puerto de Barcelona en una Golondrina tradicional. Se puede ver el panorama de una gran ciudad y un gran puerto, con su medio ambiente marino. Desde 1992 los ciudadanos de Barcelona han tenido como prioridad el medio ambiente natural del Mediterráneo, así como su conservación y protección. Este esfuerzo ha permitido la coexistencia de la ciudad y el mar. Desde Las Golondrinas será transportado a través del puerto para certificar esta relación. 
Con el Puerto a la Vista va a aprender todos los recursos de un gran puerto, su historia y la capacidad que lo ha convertido en un importante centro comercial y logístico para la economía de la ciudad. Se explican los principales sectores industriales y comerciales que coexisten en el puerto: los intereses turísticos, deportes acuáticos, y el transporte de las mercancías, la flota pesquera y otros recursos de vida marina. Verá el equilibrio y el esfuerzo de todos los integrantes del Puerto; tenemos un puerto que respeta los mejores intereses de todos los sectores y su entorno natural. Prueba de ello es que en menos de una milla náutica tenemos las playas de Barcelona donde, con buen tiempo, vienen miles de personas que disfrutan de la calidad de la mar, y están certificadas por las banderas azules de la UE.
MAR a la Vista 1h30 ' es un crucero por el puerto y la costa de Barcelona. Se ve la gran ciudad, con sus largas playas, sus casi dos millones de personas y miles de visitantes anuales y la forma en que coexisten con el entorno marítimo. La calidad de la costa de Barcelona se confirma por las banderas azules de la UE y se puede ver gracias a Las Golondrinas.

## Historia de Las Golondrinas
Las Golondrinas comenzaron sus servicios en 1888 con la Exposición Universal de Barcelona, Las Ramblas y el logro de la construcción del monumento a Colón. Las Golondrinas han sido, desde entonces, un brillante testimonio de los cambios que han experimentado el puerto y la ciudad. Durante más de un siglo Las Golondrinas han visto y vivido la relación de la ciudad con el mar y el puerto, el interés constante de los ciudadanos a disfrutar de las playas y la calidad del medio ambiente.
La idea y su creación procedían del cubano Leopoldo Herrera, que en 1884 puso una línea de servicio con el buque de vapor Ómnibus para el transporte de pasajeros desde los astilleros hasta los baños de la Barceloneta. Inicialmente el servicio tenía tres embarcaciones llamadas Ómnibus (Ómnibus Primera, Ómnibus Segunda y Tercera Resolución Miscelánea). Fueron construidas en un astillero de la Barceloneta, e iban impulsadas por un motor a vapor y tenían hasta sesenta pasajeros, sentados en el mismo nivel y en una cubierta de madera que los protegía de los elementos.
En 1888, el año de Exposición Universal,  la empresa fue adquirida por Goñi Feliciana, quien decidió convertirla en una atracción turística, bautizando a los buques con el nombre de Las Golondrinas, en honor al ave cubana del mismo nombre.
En 1923 nace una nueva empresa de embarcaciones turísticas con tres barcos, bajo el nombre de Gaviotas. Ambas compañías estuvieron en competencia directa hasta 1950, cuando se fusionaron bajo el nombre con el que todos las conocen ahora, Las Golondrinas.
Más tarde, a lo largo de los años 50 y 60 del siglo XX, se incorporan cinco buques más grandes con dos pisos, motor diésel y la curiosidad de tener dos puentes de gobierno para facilitar la maniobra. Dos de ellos ahora permanecen en servicio activo: Encarnación y María del Carmen.
En 1997, la empresa incorpora la tercera generación de Golondrinas: el Trimar, un catamarán de fibra de vidrio que tiene grandes ventanas en su casco para ver bajo el agua. Este recorre la costa de Barcelona, lo que supone la inauguración de la nueva ruta conocida como Puerto y Costa. En abril del 2000, Ómnibus fue el nombre elegido para bautizar el segundo catamarán de la empresa, en memoria de las pequeñas embarcaciones que ideó el fundador, Leopoldo Herrera.
En 2009, se bota la última embarcación de Las Golondrinas: Antina G, un buque monocasco de fibra con lo más avanzado en sistemas de comunicación, seguridad y gobernabilidad.
En 2003, con la apertura de la bocana norte del puerto de Barcelona, se extiende el recorrido de Las Golondrinas de nueva generación hasta las playas de Marbella y Nova- Marbella. 
En 2004, el Ayuntamiento solicitó la colaboración de la sociedad en el evento del Fórum Universal de las Culturas 2004 para transportar a los visitantes desde el Portal de la Pau a la reciente apertura del Port Fórum Sant Adrià. Con motivo de este evento, Las Golondrinas entregó a las autoridades marítimas un barco de madera, desintoxicado adecuadamente, como biotopo. Fue hundido frente a las playas de la Villa Olímpica para facilitar la regeneración de la vida marina.
Actualmente, durante la temporada de verano (de julio a octubre) se sigue haciendo el viaje hasta el Port Fórum.
- Datos: Q3823220
- Multimedia: Golondrinas / Q3823220